# Robert Bladh
Robert Martin Bladh, född 24 januari 1984 i Värnamo, är en svensk tidigare handbollsmålvakt. 

## Karriär
Bladh är fostrad i Anderstorps SK som han lämnade för IK Sävehof 2004. Med IK Sävehof vann han SM-guld 2005 och ett par SM-silver samt spelade i Champions League. Under ungdomsåren spelade han 30 U-landskamper och 25 J-landskamper. Han spelade kvar i IK Sävehof till 2008.
2008 flyttade han till Halmstad. Där gjorde han sju säsonger för HK Drott och vann SM-guld 2013 och ett SM-silver samt spelade i Champions League. Första säsongen i HK Drott skadade Bladh sitt korsband och var borta från handbollen under flera månader. 2010 var han bidragande till att HK Drott tog sig till finalen. 2013 i SM-finalen mot Kristianstad hade han en betydande roll när HK Drott tog sitt elfte SM-guld.
Sitt första SM-guld vann han som tredjemålvakt, på läktaren

## Meriter
- Två SM-guld: 2005 (med IK Sävehof) och 2013 (med HK Drott)
- Tre SM-silver: 2006, 2008 (med IK Sävehof) och 2010 (med HK Drott)